# Руло, Жюль
Жюль Пьер Руло́ (фр. Jules Roulleau; 16 октября 1855, Либурн — 30 марта 1895, Париж) — французский скульптор и гравёр.

## Биография
Работал каменщиком, позже обучался в Школе изящных искусств в Париже под руководством П.-Ж. Кавелье и Л.-Э. Барриа.
Участвовал в Салоне с 1878 года.
В 1880 году получил Римскую премию. Награждён серебряной медалью на салоне 1882 года и серебряной медалью на Всемирной выставке 1889 года.
В 1890 году стал кавалером ордена Почётного легиона.

## Творчество
Автор целого ряда монументальных работ: скульптур, аллегорических статуй и памятников знаменитых людей Франции.
Ему принадлежат памятник Жанне д’Арк в Шиноне (1893), памятник Лазару Карно в Ноле, памятник Теодору де Банвилю в Люксембургском саду в Париже, мраморная группа «Леда и лебедь» в музее Пикардии в Амьене, статуя Н. Аппера (1893) (ныне в Музее изящных искусств и археологии в Шалон-ан-Шампань) и другие.

## Галерея

Работы Жюля Руло
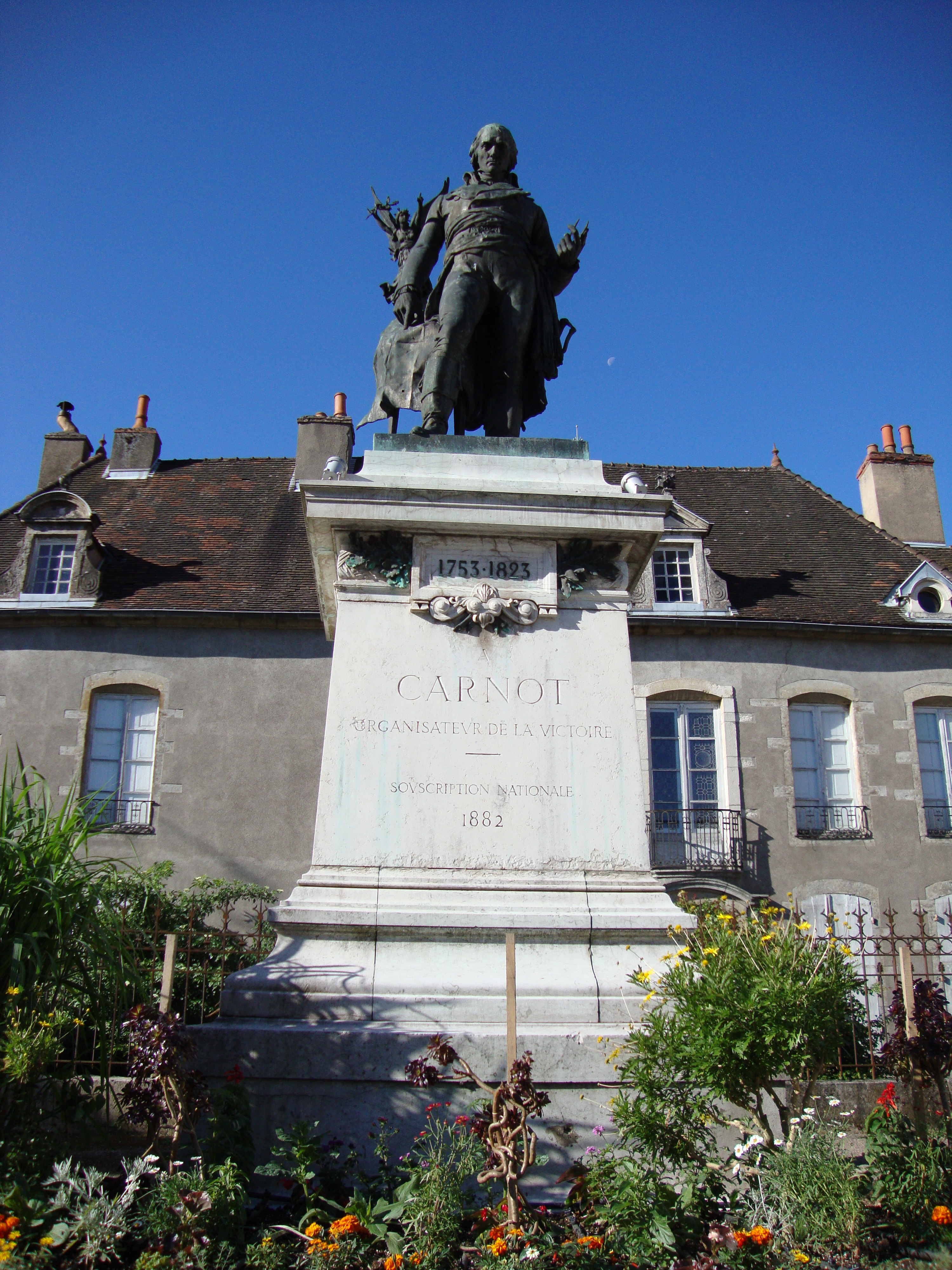
Памятник Лазару Карно в Ноле
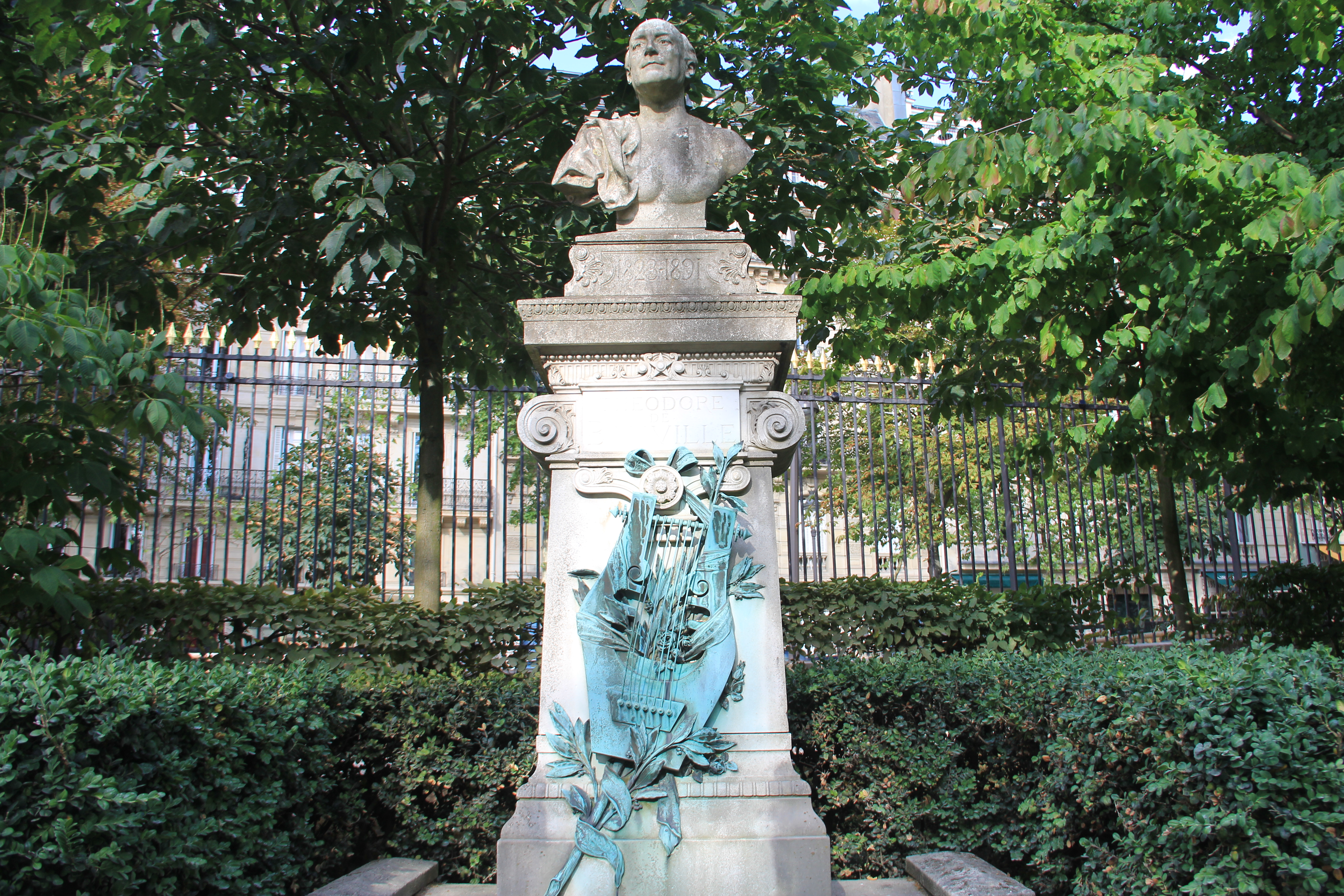
Памятник Теодору де Банвилю в Люксембургском саду в Париже
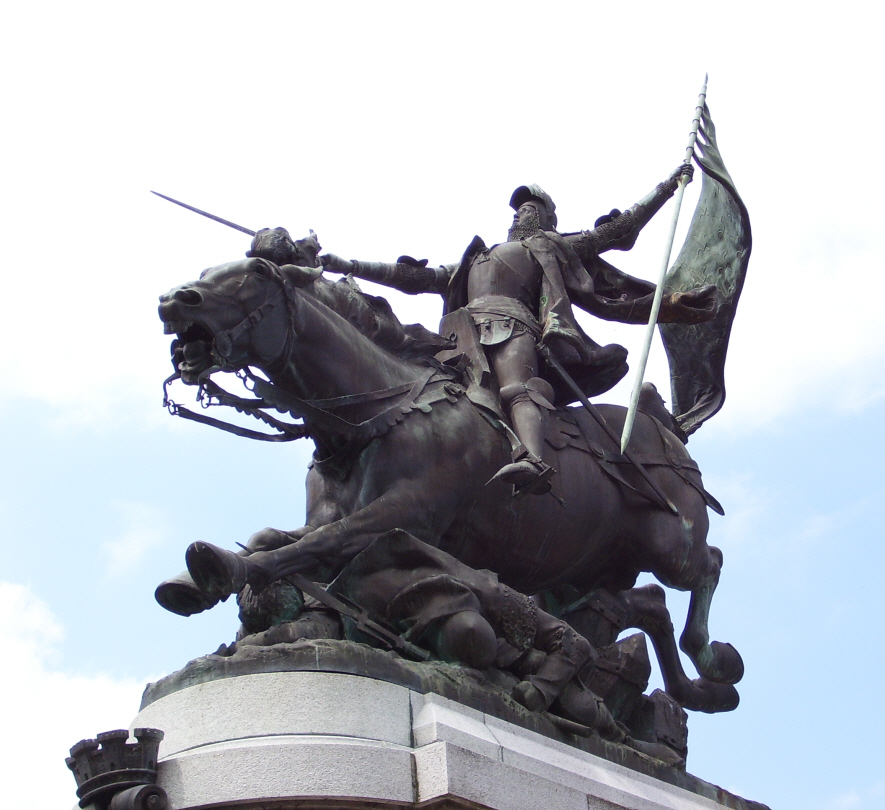
Монумент Жанне д'Арк в Шиноне
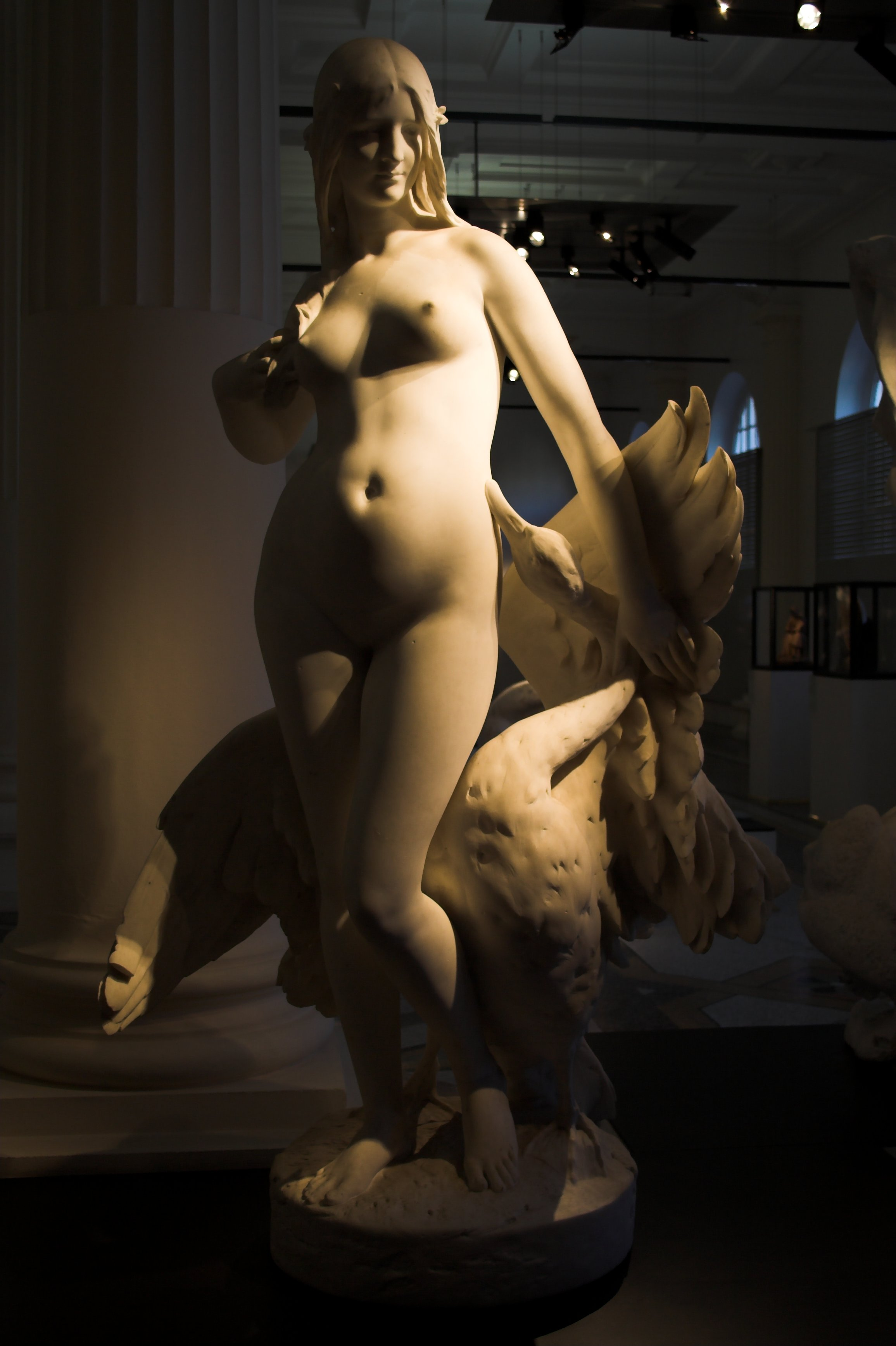
«Леда и лебедь» в музее Пикардии в Амьене